# Butt plug

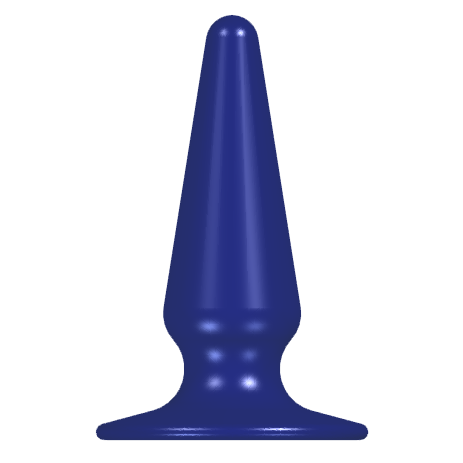
Un butt plug

Un butt plug è un giocattolo sessuale utilizzato come stimolatore e dilatatore anale. 
Simili ad un dildo, i butt plug sono però più corti e conformati in modo che una volta inseriti, la stretta dello sfintere li mantenga in posizione stabile anche camminando o svolgendo normali attività. Diffuso in forme e misure diverse, può essere realizzato in marmo, pietra, legno, vetro, metallo, acciaio, neoprene e silicone, quest'ultimo apprezzato soprattutto per la facilità di sterilizzazione con la semplice bollitura in acqua.

## Caratteristiche
Si presenta come un bulbo sagomato ad ogiva, raccordato ad una "gola" di diametro minore, raccordata a sua volta ad una larga flangia terminale. Nell'uso come dilatatori progressivi in previsione di un approccio alla pratica del sesso anale, possono dare una momentanea sensazione di dolore (di entità variabile da persona a persona) nel momento dell'inserimento di una nuova misura, dolore che diminuisce generalmente dopo il posizionamento, a condizione che l'aumento dimensionale del nuovo butt plug inserito non sia eccessivo; in caso contrario, invece, possono verificarsi importanti irritazioni e, nei casi più gravi, lesioni allo sfintere.
Una volta indossati offrono una stimolazione continua, talvolta piacevole, talvolta fastidiosa o anche dolorosa, nel caso si ecceda nell'utilizzo; ciò è dovuto alla grande sensibilità della parte in questione e al suo naturale rifiuto all'inserimento di oggetti estranei.
Il loro uso comporta sempre l'impiego di un lubrificante intimo e un minimo di cautela nel momento dell'inserimento ed estrazione. L'uso della saliva o semplice acqua, anche se il loro uso risulta adeguato per permetterne l'inserimento, oltre al rischio di irritazione alla delicata mucosa interna del retto, non offrono, dopo indossati, lo stesso comfort fornito da prodotti specifici, i quali, a differenza dei primi, non tendono ad asciugare.

## Versioni particolari

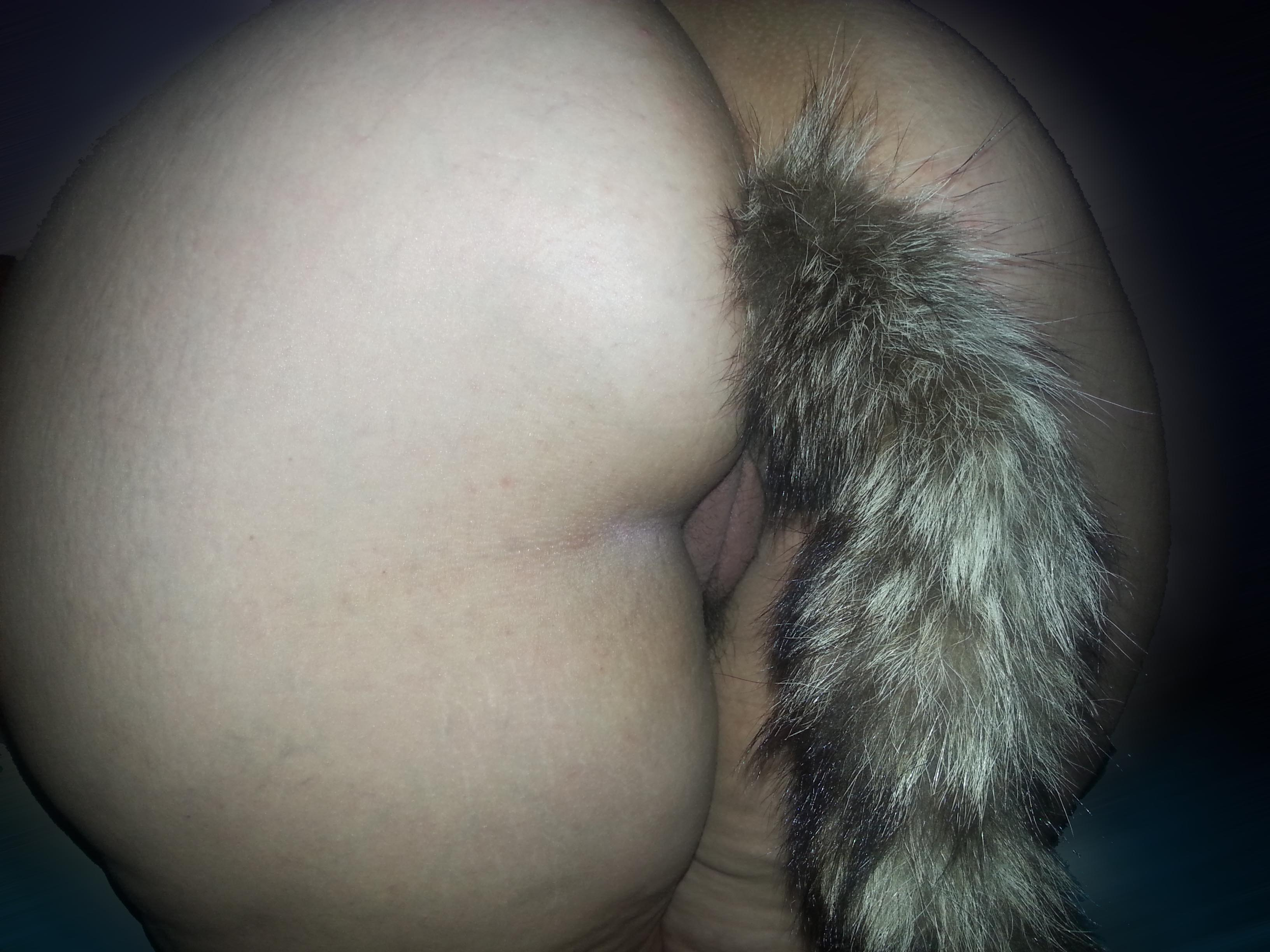
Butt plug con coda

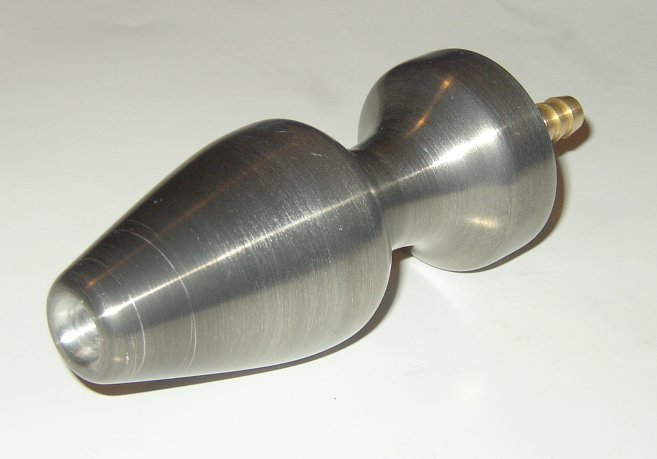
Butt plug in alluminio forato al centro per la pratica del Clistere nel BDSM

Alcune versioni hanno una conformazione adatta per pratiche particolari. Esistono butt plug dilatabili, dotati di una pompetta ad aria, che una volta inseriti, possono essere espansi fino al diametro desiderato, altri sono forati al centro, per permettere il passaggio di liquidi, da usare nella pratica del clistere, altri sono flessibili, relativamente lunghi e presentano una piega, necessaria per penetrare in profondità nel retto, alcuni presentano una superficie ondulata o a lobi (anal beads), conformati per una manipolazione lenta di inserimento ed estrazione, le versioni a lobi con diametro progressivo sono adatti per la preparazione graduale al sesso anale, per il miglior comfort nell'uso di queste ultime versioni, la loro manipolazione viene generalmente affidata al proprio partner. Vi sono versioni tecnicamente analoghe alla pera rettale, dotate di lucchetto, il quale una volta chiuso ne impedisce la rimozione e altre che presentano code (la maggior parte delle volte da gatto o cane) all'estremità. Nella pratica del figging contemplata nel BDSM, può essere usato un rizoma di zenzero sagomato a forma di butt plug, alcuni incorporano l'elettrostimolazione.
Una tipologia, definiti monili anali, impiegati nei giochi di ruolo, solitamente realizzati in acciaio inox, hanno sulla parte terminale che rimane esterna al corpo, un gioiello o una scultura ornamentale, nonostante svolgano la funzione prevista, sono scelti prevalentemente per fare spettacolo.